# والجانا
والجانا (به ایتالیایی: Valganna) یک کومونه در ایتالیا است که در استان وارزه واقع شده‌است. والجانا ۱۲٫۵ کیلومتر مربع مساحت و ۱٬۵۰۶ نفر جمعیت دارد و ۳۸۰ متر بالاتر از سطح دریا واقع شده‌است.